# Michael Steele

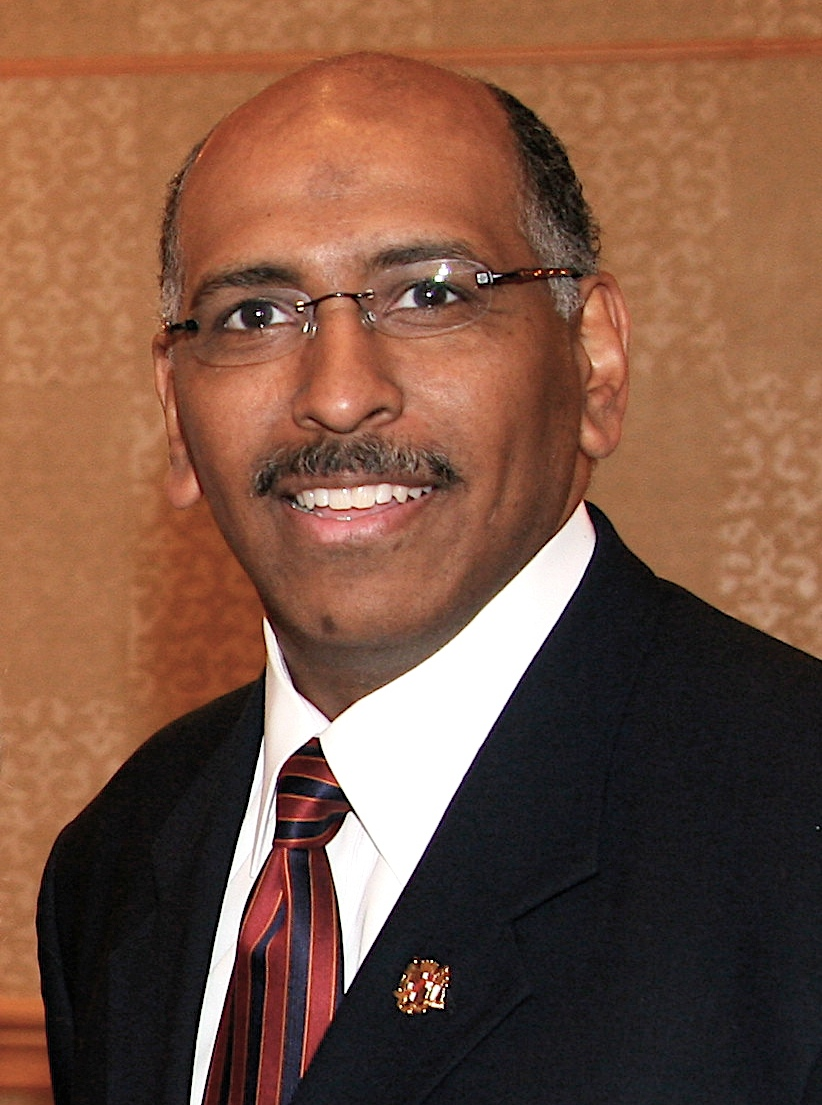
Michael Steele

Michael Stephen Steele (ur. 19 października 1958) – amerykański polityk i prawnik. 
W latach 2003–2007 pełnił funkcję zastępcy gubernatora stanu Maryland. W 2006 bez powodzenia kandydował w wyborach do Senatu USA.
30 stycznia 2009 wybrany na stanowisko przewodniczącego Komitetu Krajowego Partii Republikańskiej (GOP) (jako pierwszy czarnoskóry polityk na tym stanowisku).